# ブラバム・BT22
ブラバム・BT22 (Brabham BT22) は、ブラバムが開発したフォーミュラ1カー。デザイナーはロン・トーラナック。F1世界選手権では1966年に使用された。

## 開発
元々はフォーミュラ・リブレ用の車両としてBT11Aを元にして開発された。サスペンションジオメトリーはBT19のものが使用された。2台がBT11Aから改修され、1965年のノンタイトル戦でジャック・ブラバムがドライブした。その後1966年に4戦で使用された。ワークスチームが放出したマシンは南アフリカF1選手権やタスマンシリーズで使用された。
1台のみ新車がスコットランドの顧客用に製作されたが、後にニュージーランド人ドライバーのジム・パーマーがタスマンシリーズで使用した。

## F1における全成績
(key) （斜体はファステストラップ）
| 年     | チーム                                   | エンジン                              | タイヤ | ドライバー         | 1   | 2   | 3   | 4   | 5   | 6   | 7   | 8   | 9   | ポイント | 順位 |
| ------ | ---------------------------------------- | ------------------------------------- | ------ | ------------------ | --- | --- | --- | --- | --- | --- | --- | --- | --- | -------- | ---- |
| 1966年 | ブラバム・レーシング・オーガニゼーション | コヴェントリー・クライマックス FPF L4 | G      |                    | MON | BEL | FRA | GBR | NED | GER | ITA | USA | MEX | -        | -    |
| 1966年 | ブラバム・レーシング・オーガニゼーション | コヴェントリー・クライマックス FPF L4 | G      | デニス・ハルム     | Ret | Ret |     |     |     |     |     |     |     | -        | -    |
| 1966年 | ブラバム・レーシング・オーガニゼーション | コヴェントリー・クライマックス FPF L4 | G      | クリス・アーウィン |     |     |     | 7   |     |     |     |     |     | -        | -    |
| 1966年 | ヨアキム・ボニエ・レーシングチーム       | コヴェントリー・クライマックス FPF L4 | F      | ヨアキム・ボニエ   |     |     | NC  |     |     |     |     |     |     | -        | -    |

## 参照
1. 1 2  “BRABHAM / MOTOR RACING DEVELOPMENT (MRD) CARS”. 2017年7月8日閲覧。